# Herman Arenvang
Curt Herman Arenvang, född 25 juli 1974, är en svensk handbollstränare och tidigare handbollsspelare (mittnia). I det civila arbetar han som polis.

## Klubbar som spelare
- Lindeskolans IF (–1994)
- IF Saab/HF Linköpings Lejon (1994–1997)
- Lindeskolans IF (1997–1999)
- Alingsås HK (1999–2001)
- Hammarby IF (2001–2003)
- Lindeskolans IF/LIF Lindesberg (2003–2010)

## Tränaruppdrag
- LIF Lindesberg (2010–2016)